# Hemithea pallidimunda
Hemithea pallidimunda là một loài bướm đêm trong họ Geometridae.